# Oblidar París
Oblidar París (títol original: Forget Paris) és una pel·lícula estatunidenca de 1995, escrita, produïda, dirigida i protagonitzada per Billy Crystal. Amb Billy Crystal i Debra Winger en els papers principals, al costat d'un extens repartiment. Ha estat doblada al català. És el segon llargmetratge de Crystal com a director. Aquesta pel·lícula és una gran deutora del cinema de Woody Allen (especialment de Broadway Danny Rose). Igualment, hi ha moments assolits (el colom enganxat al cabell de Debra Winger; o la relació entre Crystal i William Hickey) que tanquen una pel·lícula irregular, si se la compara amb l'òpera prima de Crystal Mr. Saturday Nigth, però encerts parcials.

## Argument
Explica la història d'un àrbitre de bàsquet i una empleada en una empresa d'aviació, que després d'una fortuïta trobada, entaulen una relació amb anades i tornades que seran explicades per amics en comú.

## Repartiment
- Billy Crystal: Mickey Gordon
- Debra Winger: Ellen Andrews Gordon
- Joe Mantegna: Andy
- Cynthia Stevenson: Liz
- Richard Masur: Craig
- Julie Kavner: Lucy
- William Hickey: Arthur
- John Spencer: Jack
- Tom Wright: Tommy
- Cathy Moriarty: Lois
- Johnny Williams: Lou
- Robert Costanzo: Cambrer
- Dan Castellaneta: Home provant un automòbil

## Cameos de laNBA
En les escenes en les quals Mickey està treballant com a àrbitre, apareixen nombrosos jugadors professionals de basquetbol com cameos: David Robinson, Charles Barkley, Dan Majerle, Kareem Abdul Jabbar, Isiah Thomas, Reggie Miller, Tim Hardaway, Patrick Ewing, John Starks, Chris Mullin, Spud Webb, Bill Laimbeer, Bill Walton, Kurt Rambis, Charles Oakley, Horace Grant, Dennis Rodman, Sean Elliott, Marquis Johnson, Kevin Johnson i l'entrenador Paul Westphal.

## Crítica
"Correcta, agradable, amb alguns bons acudits, però no convenç"